# Air (музичка група)
Air (транскр.  Ер) је француски музички дует из Версаја. Чине га Никола Годин (фр. Nicolas Godin) и Жан Беноа Денкел (фр. Jean-Benoît Dunckel).
На деби албуму Ера Мун сафари (Moon Safari), објављеном 1998. године, налазио се и међународни хит Sexy Boy. Песма, објављена и као сингл, нашла се и на саундтреку филма Смрт недужних Софије Кополе.

## Оснивање
Бенд је основан 1995. године. Никола Годин је био студент архитектуре, а Жан Беноа Денкел математике. Пре оснивања дуа Ер, радили су за друге музичке бендове. Након што су ремиксовали неколико песама за друге извођаче, 1995. године почели су рад на својим нумерама. Први EP издали су 1997. године.

## Каријера
Први албум, Мун Сафари Ер је издао 1998. године. Песма са овог албума Sexy Boy, била је хит на радио станицама. Међународни успех песма је постигла захваљујући појављивању у филмском првенцу Софије Кополе, Смрт недужних, 2000. године. Са Софијом Кополом дуо је сарађивао на филмовима Изгубљени у преводу (нумера „Alone in Kioto”) и Марија Антоанета (нумера „Il Secondo Giorno”). Већи успех Ер је остварио 2006. године, са албумом Пут на Месец (Le voyage dans la lune). Албум је инспирисан истоименим филмом из 1902. године. Неке од популарних песама Ера су „All I need”, „Kelly Watch the Stars”,

## Стил
Ер је повезан са различитим музичким стиловима: електроником, прогресивним роком, даунтемпом, чил аутом, трип хопом, амбијенталном музиком, електропопом, свемирским попом и свемирским роком. Денкел је одрастао уз музику групе Крафтверк, Сузи енд д Баншиз, Џој дивижон. Музика Дејвида Боувија, Игија Попа и Лу Рида, такође је утицала на њега, међутим највећи утицај потиче од Мориса Равела, Брајана Ина и немачке групе Кластер. И Денкел и Годин налазили су инспирацију у музици Филипа Гласа, Грејс Џоунс и Пинк Флојда, па се они сматрају највећим узорима дуа.
Једна од препознатљивих особина дуа је велико коришћење студијских инструмената попут муг синтисајзера на живим наступима где њихова способност импровизовања долази до изражаја. Нумере Ера су на концертним верзијама често измењене и проширене.

## Дискографија
Албуми
- (1998)
- (2001)
- (2004)
- (2007)
- (2009)
- (2012)

Соундтрек
- (2000)
- (2014)

ЕП
- (1997)

Сарадња
- (2003)

Микс и ремикс албуми
- (2002)
- (2006)

Компилације
- (2016)